# Colin Buchanan (évêque)
Pour les articles homonymes, voir Colin Buchanan (homonymie) et Buchanan.
Colin Ogilvie Buchanan, né le 8 août 1934 et mort le 29 novembre 2023, est un évêque anglican britannique à la retraite et universitaire spécialisé dans la liturgie. Il est directeur du St John's College de Nottingham (1979–1985), Évêque de Aston (1985–1989) et évêque de Woolwich (1996–2004).

## Jeunesse et éducation
Buchanan est né le 8 août 1934, fils de Robert Ogilvie Buchanan et Kathleen Mary Parnell. Il fait ses études à la Whitgift School. Il étudie les Literae Humaniores au Lincoln College d'Oxford, obtenant un baccalauréat ès arts (BA) de deuxième classe ; selon la tradition, son BA est ensuite promu à une maîtrise ès arts (MA Oxon). En 1959, il entre à Tyndale Hall, Bristol, un collège théologique évangélique anglican, pour se former au ministère ordonné.
En 1993, Buchanan reçoit un diplôme Lambeth Doctor of Divinity (DD) .

## Ministère ordonné
Buchanan est ordonné dans l'Église d'Angleterre en tant que diacre en 1961 et en tant que prêtre en 1962. De 1961 à 1964, il exerce comme curé à Cheadle (St Cuthbert et St Mary) dans le diocèse de Chester.
En 1964, Buchanan rejoint le London College of Divinity (plus tard connu sous le nom de St John's College, Nottingham), où il passe les 21 années suivantes,. Il est bibliothécaire de 1964 à 1969, registraire de 1969 à 1974, directeur des études de 1974 à 1975, directeur adjoint de 1975 à 1978, et enfin directeur de 1979 à 1985. Pendant ce temps, il est également tuteur en liturgie au collège et il est membre de la Commission liturgique de l'Église d'Angleterre de 1964 à 1986,. De 1981 à 1985, il est chanoine honoraire de Southwell Minster.
En 1985, Buchanan est consacré évêque. De 1985 à 1989, il est Évêque de Aston, évêque suffragant du diocèse de Birmingham. Il est évêque adjoint du diocèse de Rochester de 1989 à 1996 et du diocèse de Southwark de 1990 à 1991. Il est membre de la Chambre des évêques du Synode général de 1990 à 2004. Il est également vicaire de l'église St Mark, Gillingham entre 1991 et 1996. Il retourne ensuite à l'épiscopat à plein temps et est évêque de Woolwich, évêque régional du diocèse de Southwark, de 1996 à 2004.
En juillet 2004, Buchanan prend sa retraite du ministère à plein temps . Il est évêque assistant honoraire du diocèse de Bradford de 2004 à 2014 et du diocèse de Ripon et Leeds de 2005 à 2014. Depuis 2015, il est évêque assistant honoraire dans le diocèse de Leeds et il est basé dans la région épiscopale de Bradford.

## Œuvres
- Modern Anglican liturgies, 1958–1968, London, Oxford University Press, 1968 (ISBN 978-0192134165)
- C. O. Buchanan, Growing into union: proposals for forming a united Church in England, London, S.P.C.K., 1970 (ISBN 978-0281024872, lire en ligne)
- Further Anglican liturgies, 1968-1975, Bramcote, Grove Books, 1975 (ISBN 978-0901710666)
- Anglican worship today: Collins illustrated guide to the Alternative Service Book 1980, London, Collins, 1980 (ISBN 978-0005996614)
- Latest Anglican liturgies 1975-1984, London, S.P.C.K., 1985 (ISBN 978-0281041404, lire en ligne)
- Colin Buchanan, Is the Church of England Biblical?: An Anglican Ecclesiology, London, UK, Darton, Longman & Todd, Ltd., 1998 (ISBN 978-0232521344)
- Colin Buchanan, Historical Dictionary of Anglicanism, Lanham, Maryland, Scarecrow Press, 2006 (ISBN 978-0810853270, lire en ligne)
- Anglican eucharistic liturgies, 1985-2010, London, Canterbury Press, 2011 (ISBN 978-1848250871)
- Buchanan Colin O. (2013) St John's Nottingham - from Northwood to Nottingham - a History of 50 Years 1963-2013 by Colin Buchanan, Published by St John's College, Nottingham, 2013  (ISBN 978-1-900920-22-3)